# Satakunta flygflottilj
Satakunta flygflottilj eller Satakunnan lennosto är en flygflottilj inom flygvapnet som verkat i olika former sedan 1929. Förbandsledningen är förlagd i Birkala garnison vid Tammerfors-Birkala flygplats.

## Historik
Satakunta flygflottilj leder sitt ursprung från Avdelta landflygavdelningen, som uppsattes 1929 på herrgården Suur-Merijoki gård i Viborgs landskommun. År 1933 antog avdelningen namnet Flygstation 5 och 1938 antogs namnet Flygregementet 1. Efter vinterkriget upplöstes flygregementet, men kom att återuppsättas 1942 och efter krigsslutet 1944, så förlades förbandet till Björneborg.
Förbandet, som bestod av jaktflygeskadrar (av vilka den ena indrogs 1961), kallades 2. flygavdelningen från 1952 fram till 1957, då det nuvarande namnet togs i bruk. År 1965 omlokaliserades flottiljstaben till Tammerfors. År 1985 omlokaliserades 21. jaktflygsdivision till Birkala flygplats. Sommaren 2014 avvecklades jaktflygdivisionen vid flottiljen, och dess flygplan samt operativa verksamhet överfördes på Karelens flygflottilj och Lapplands flygflottilj.

## Verksamhet
Från att tidigare varit ett luftförband, är flottiljen sedan hösten 2014 ett markförband inom Flygvapnet. Där flottiljen stödjer Flygvapnet med att utbilda värnpliktiga, reservister och personal för freds- och krigstida uppgifter. 

## Ingående enheter
- Flygstödsdivisionen, opererar transport- och sambandsflygplan och flyger operativa, service-, stöd- och skolflygningar, som beställs av statsförvaltningen eller försvarsmakten.
- Luftstridscentralen, är expert på flygvapnets strid och en truppenhet som inriktar sig på att undersöka i huvudsak luftstrid och delvis även strid som förs i baserna samt på att utveckla prestationsförmågor som verksamhetsområdet kräver.
- Flygteknikdivisionen, ansvarar för flygteknisk underhållsservice, såsom flygmaterielens regelbundna underhåll och reparationer samt dagliga granskningar för flottiljens alla flygplan.
- Skyddsenhetens, uppgift är att utbilda beväringar för olika uppgifter under undantagsförhållanden enligt flygvapnets stridssätt.
- Signalteknikcentralen, säkerställer flygvapnets strid i Södra Finland och svarar för användbarhet av flygflottiljens spanings-, övervaknings- och ledningssystem under såväl normala som undantagsförhållanden.
- Underhållscentralen, planerar, förbereder och ansvarar för generell underhållsservice i Birkala bas och i de flygbaser som ligger inom flygflottiljens verksamhetsområde.

## Tidigare ingående enheter
21. jaktflygdivision var den operativa enheten vid Satakunta flygflottilj och bestod av.
- 1st Flight utrustade med F-18C/D samt utbildar mekaniker.
- 2nd Flight utrustade med F-18C/D samt utbildar piloter.
- 4th Flight utrustade med Valmet Vinka, PA-31-350 Chieftain, Valmet L-90TP Redigo aircraft

## Flygplansflotta
År 1944 utrustades flottiljen med Messerschmitt Bf 109. Senare kom flottiljen att bli den första finländska flottiljen som beväpnades med jetplan i samband med att Finland anskaffade De Havilland DH 100 Vampire. År 1958 beväpnades flygflottiljen som första förband flygplan av typen Fouga Magister. Åren 1980-1982 av Hawker Siddeley Hawk-övningsjaktplan. Flottiljen kom senare att ombeväpnas med Folland Gnat och MiG-21. Åren 1984–1985 beväpnades flygflottiljen med jaktplanet Saab J 35F Draken. År 1995 blev flottiljen den första i raden som ombeväpnades till F-18C/D Hornet. År 2014 överlämnades samtliga F-18C/D Hornet till Karelens flygflottilj och Lapplands flygflottilj.

## Förbandschefer
Förbandschefen tituleras flottiljchef och har sedan 1966 tjänstegraden överste.

- 1929–1941: ???
- 1941–1942: Ej aktivt
- 1942–1956: ???
- 1956–1957: Överstelöjtnant Reino Turki
- 1957–1958: Överstelöjtnant Mikael Somppi
- 1958–1964: Överstelöjtnant Kalervo Mustonen
- 1964–1966: Överstelöjtnant Alpo Hirvonen
- 1966–1967: Överste Kalervo Mustonen
- 1967–1968: Överste Martti Uotinen
- 1968–1969: Överste Eero Salmela
- 1969–1972: Överste Vilho Lukkarinen
- 1972–1975: Överste Pentti Impola
- 1976–1976: Överste Jaakko Moilanen
- 1976–1984: Överste Eero Urpo
- 1984–1986: Överste Heikki Nikunen
- 1986–1988: Överste Jouko Knuutila
- 1988–1995: Överste Jukka Uhari
- 1995–1996: Överste Jouni Pystynen
- 1997–1998: Överste Pekka Tuunanen
- 1998–2006: Överste Pekka Hiltunen
- 2007–2010: Överste Kari Janhunen
- 2011–2012: Överste Kim Jäämeri
- 2012–2014: Överste Sampo Eskelinen
- 2014–2015: Överste Pauli Rantamäki
- 2015–2017: Överste Juha-Pekka Keränen
- 2017–2019: Överste Petteri Seppälä
- 2019–2021: Överste Aki Heikkinen
- 2022–20xx: Överste Mika Kulkas

## Namn, beteckning och förläggningsort
| Avdelta landflygavdelningen | 1929-??-?? | – | 1932-12-31 |
| Flygstation 5               | 1933-01-01 | – | 1937-12-31 |
| Flygregemente 1             | 1938-01-01 | – | 1941-06-?? |
| Flygregemente 1             | 1942-05-03 | – | 1952-11-30 |
| 2. flygvapnet               | 1952-12-01 | – | 1956-12-31 |
| Satakunta flygflottilj      | 1957-01-01 | – |            |

| FS 5    | 1918-10-01 | – | 1937-12-31 |
| FR 1    | 1938-01-01 | – | 1952-11-30 |
| SATLSTO | 1957-01-01 | – |            |

| Suur-Merijoki flygplats (F)      | 1929-??-?? | – | 1941-06-?? |
| Olonets (F)                      | 1942-05-03 | – | 1944-??-?? |
| Björneborgs flygplats (F)        | 1944-??-?? | – | 1985-??-?? |
| Tammerfors-Birkala flygplats (F) | 1965-??-?? | – |            |